# Heckler & Koch HK417
El HK 417 es un fusil de combate diseñado y fabricado en Alemania por la fábrica de armas Heckler & Koch. Utiliza la munición 7,62 x 51 OTAN, con mecanismo operado por gas, cargador de 10 o 20 cartuchos, con tres modos de disparo, alza y punto de mira, culata retráctil y un peso aproximado de 4,40 kg sin cargador.

## Desarrollo
Al igual que el HK 416, el HK417 se desarrolló para unidades de fuerzas especiales. La información sobre esta arma surgió en el 2005, del nuevo interés por los fusiles de calibre 7,62 mm, surgido de la experiencia de las fuerzas internacionales en la Guerra de Afganistán y la guerra de Irak donde un mayor alcance y poder de penetración era muy útil.
Comparte características de funcionamiento, control, desensamblado y mantenimiento similar a la serie de fusiles estadounidense AR-15, M16 y M4. Utiliza el sistema de pistón accionado por gas, desarrollado por HK en sus fusiles G36 y HK 416, mejorando la fiabilidad, limpieza y mantenimiento ya que no se redirigen a la recámara residuos de propelente o carbón. El ánima del cañón tiene un estriado con una tasa de rotración de 1 en 11", con adaptador para apagallamas, compensador de retroceso y/o silenciador.
La culata es de multiposición retráctil, con compartimento para baterías; con dos modos de disparo (semiautomático y automático), riel para miras ópticas, punteros láser y adaptador para lanzagranadas de 40 mm.

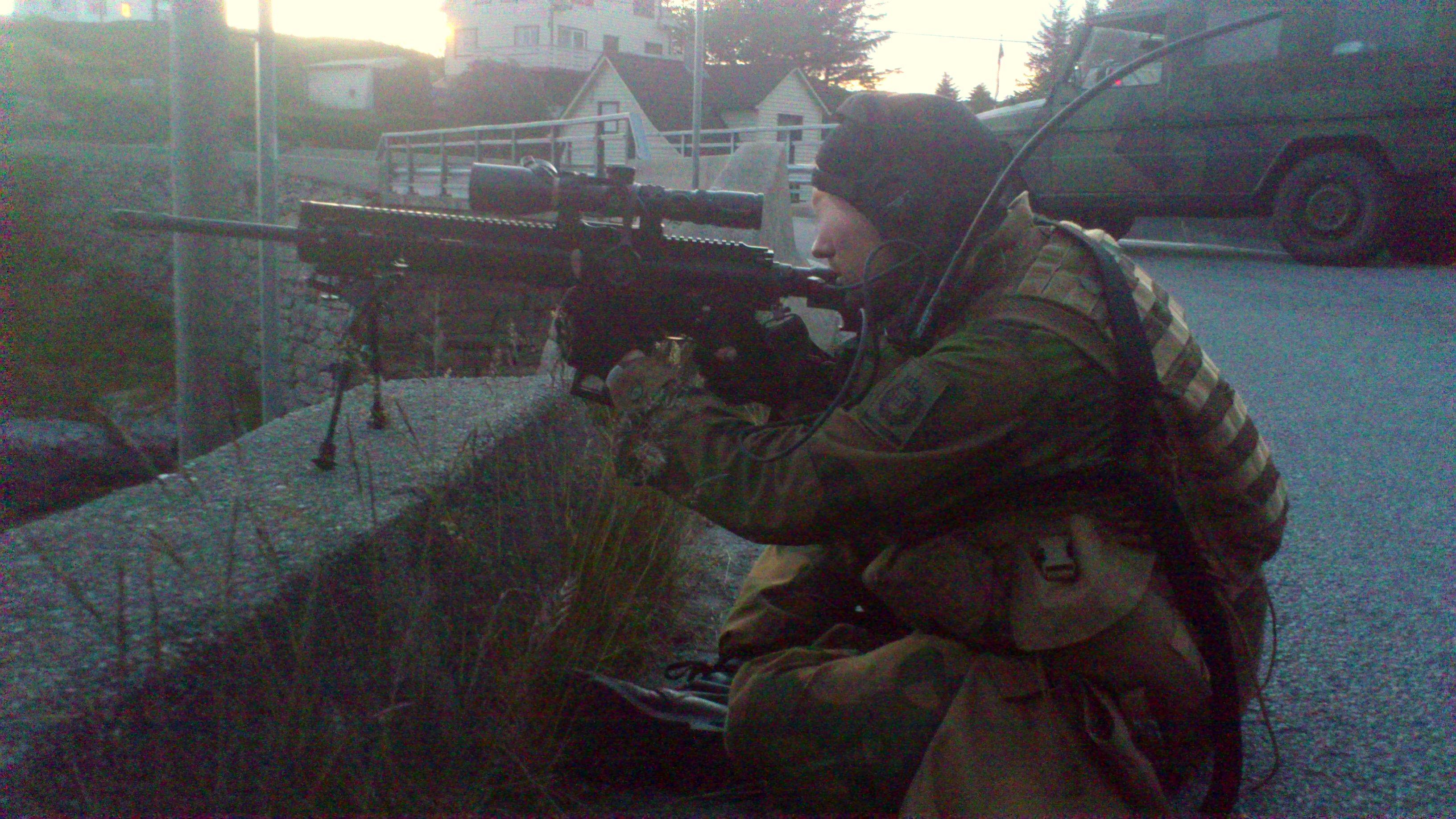
Francotirador noruego con su HK417 durante unas maniobras.

## Características
El HK 417 posee un sistema de recarga accionado por gas por un pistón de retroceso corto y cerrojo rotativo (similar al del HK G36). Los cañones son de acero forjado en frío. Existen tres longitudes distintas de cañón para el HK417: 305 mm (12 pulgadas), 406 mm (16 pulgadas; en versión estándar o pesado) y 508 mm (20 pulgadas; pesado). Montando un cañón de precisión, se proporciona al arma 1 MDA de precisión, utilizando la munición adecuada. Los cañones pueden sustituirse rápidamente utilizando herramientas simples. El HK 417 conserva todos los controles de estilo del M16, incluyendo el dispositivo para mantener abierto el cerrojo después de disparar el último cartucho, el cerrojo rotativo, la manija de carga en la base de la parte posterior del cajón de mecanismos y el botón del retén del cargador en el lado derecho. Tiene selector de fuego ambidiestro con modo seguro, semiautomático y automático. 
El HK 417 viene con cuatro rieles Picatinny integrados en el guardamanos y acepta cualquier tipo de visores tipo STANAG-1913 compatibles con dichos soportes. También puede aceptar, modificándolo, el lanzagranadas HK AG36/AG-C de 40 mm, que se acopla directamente a la parte inferior del riel. La culata es similar a la de la carabina M4, con sistema retráctil de seis posiciones. Los primeros prototipos utilizaban los cargadores del HK G3, siendo más tarde sustituidos por cargadores de 10 o 20 cartuchos fabricados en polímero translúcido, similares a los del G36. Existe un cargador de tambor de 50 cartuchos diseñado inicialmente para la HK21E que puede ser utilizado para proveer fuego de apoyo.

### Versiones
La primera serie de fusiles (2006-2008):
- HK417, cañón de 300 mm (12 pulgadas)
- HK417, cañón de 410 mm (16 pulgadas)
- HK417, cañón de 510 mm (20 pulgadas)

HK417 A2 Es la actualización del fusil (2014); operado por mecanismo de gas, disponible en tres longitudes de cañón, mecanismo de sujeción para lanzagranadas GLM/M320/HK269, culata telescópica y configuración ambidiestra.
- HK417 A2 - cañón de 330 mm (13 pulgadas)
- HK417 A2 - cañón de 420 mm (16,5 pulgadas)
- HK417 A2 - cañón de 510 mm (20 pulgadas)

Soldado australiano en Afganistán.